# Wojciech Drzyzga
Wojciech Drzyzga (ur. 7 października 1958 w Warszawie) – polski siatkarz, trzykrotny mistrz Polski, reprezentant kraju, trzykrotny wicemistrz Europy, uczestnik Letnich Igrzysk Olimpijskich w Moskwie (1980), także trener i komentator telewizyjny.

## Życiorys

### Kariera klubowa
Jest wychowankiem Sarmaty Warszawa, w którym występował w latach 1974–1976, w latach 1976–1977 reprezentował barwy MKS MDK Warszawa, z którym wywalczył mistrzostwo Polski juniorów, w latach 1977–1986 był zawodnikiem Legii Warszawa, z którą osiągnął największe sukcesy. W ciągu dziewięciu sezonów w klubie zdobył osiem medali mistrzostw Polski, w tym trzy złote (1983, 1984, 1986), trzy srebrne (1981, 1982, 1985) i dwa brązowe (1978, 1980). Ponadto dwukrotnie sięgnął po Puchar Polski (1984, 1986), a w 1986 został przez Przegląd Sportowy uznany najlepszym zawodnikiem ligi. W sezonie 1986/1987 występował w tureckiej drużynie Filament Bursa, z którą zdobył brązowy medal mistrzostw Turcji. Od 1987 reprezentował barwy francuskiego JSA Bordeaux, z którym zdobył wicemistrzostwo Francji w 1991 i brązowy medal mistrzostw Francji w 1992.

### Kariera reprezentacyjna
W 1977 wystąpił na mistrzostwach Europy juniorów, zajmując z drużyną 4. miejsce. W reprezentacji Polski seniorów debiutował 29 czerwca 1978 w towarzyskim spotkaniu z Finlandią. Trzykrotnie zdobył wicemistrzostwo Europy (1979, 1981, 1983), a w 1985 zajął na ME czwarte miejsce. Dwukrotnie wystąpił na mistrzostwach świata (1978 – 8 m., 1982 – 6 m.), raz na Igrzyskach Olimpijskich (1980 – 4 m.), raz w Pucharze Świata (1981– 4 m.). Został zakwalifikowany do kadry, która miała wystąpić na Igrzyskach Olimpijskich w Los Angeles (1984), ostatecznie wystąpił z reprezentacją na zawodach Przyjaźń-84 (3 m.). Ostatni raz w reprezentacji wystąpił 22 grudnia 1985 w towarzyskim spotkaniu z Kubą. Łącznie w biało-czerwonych barwach zagrał w 291 spotkaniach, w tym 258 oficjalnych.
W 2013 uhonorowano go miejscem w Alei Gwiazd Polskiej Siatkówki w Miliczu.

### Kariera trenerska
W 1992–1997 był trenerem Legii Warszawa, z którą w 1995 zdobył Puchar Polski i wywalczył awans do serii A I Ligi, a w 1996 wicemistrzostwo Polski. W trakcie sezonu 1999/2000 został trenerem Czarnych Radom, poprowadził tę drużynę do 4 miejsca w sezonie 2000/2001, ale wobec problemów finansowych klubu odszedł w trakcie sezonu 2001/2002. Równocześnie w latach 2000–2001 był asystentem Ryszarda Boska w I reprezentacji Polski seniorów. W sezonie 2002/2003 prowadził zespół AZS-u Olsztyn (5. miejsce w lidze), w sezonie 2005/2006 Mostostal Kędzierzyn-Koźle (8. miejsce w lidze). W 2004 został także prezesem sekcji siatkarskiej Legii, która istniała do 2010.

### Komentator telewizyjny
Od 2003 komentuje mecze siatkówki na antenie TV4 i Polsatu, m.in. w duecie z Tomaszem Swędrowskim. Komentował m.in. mecze Mistrzostw Świata w Piłce Siatkowej Mężczyzn 2014 i 2018, w których reprezentacja Polski z jego synem, Fabianem, zdobyła złoty medal; mistrzostw Europy, Ligi Światowej, World Grand Prix, Pucharu Świata, Ligi Mistrzów, Ligi Mistrzyń, PlusLigi i OrlenLigi.
Podczas Letnich Igrzysk Olimpijskich 2020 w Tokio i Letnich Igrzysk Olimpijskich 2024 w Paryżu w parze z Tomaszem Swędrowskim skomentowali mecze siatkówki na antenach Eurosportu 1.

### Rodzina
Jest ojcem siatkarzy Tomasza, wicemistrza Europy kadetów z 2003 i Fabiana, mistrza świata seniorów z 2014 i 2018.